# Marele Premiu al Canadei din 2024
Marele Premiu al Canadei din 2024 (cunoscut oficial ca Formula 1 AWS Grand Prix du Canada 2024) a fost o cursă auto de Formula 1 ce s-a desfășurat pe 9 iunie 2024 pe Circuitul Gilles Villeneuve din Montréal, Canada. Cursa a fost cea de-a noua etapă a Campionatului Mondial de Formula 1 FIA din 2024.
Într-o cursă afectată de ploaie, Max Verstappen a câștigat al șaizecilea său Mare Premiu, în fața lui Lando Norris și a lui George Russell, care a obținut primul podium al sezonului pentru Mercedes. Ferrari a suferit primul dublu abandon de la Marele Premiu al Azerbaidjanului din 2022.

## Context
Furnizorul de anvelope Pirelli a adus compușii de anvelope C3, C4 și C5 (denumiți duri, medii și, respectiv, moi) pentru ca echipele să le folosească la eveniment.
Esteban Ocon de la Alpine a fost penalizat cu cinci poziții pe grila de start pentru că a provocat o coliziune cu coechipierul său Pierre Gasly la precedenta cursă din Monaco.

## Calificări
Calificările au avut loc pe 8 iunie 2024, începând cu ora locală 16:00 EDT (UTC-4), ora 23:00 EEST.
| Poz.                  | Nr. | Pilot            | Constructor                  | Timpi calificări | Timpi calificări | Timpi calificări | Grila finală |
| Poz.                  | Nr. | Pilot            | Constructor                  | Q1               | Q2               | Q3               | Grila finală |
| --------------------- | --- | ---------------- | ---------------------------- | ---------------- | ---------------- | ---------------- | ------------ |
| 1                     | 63  | George Russell   | Mercedes                     | 1:13,013         | 1:11,742         | 1:12,000         | 1            |
| 2                     | 1   | Max Verstappen   | Red Bull Racing-Honda RBPT   | 1:12,360         | 1:12,549         | 1:12,000         | 2            |
| 3                     | 4   | Lando Norris     | McLaren-Mercedes             | 1:12,959         | 1:12,201         | 1:12,021         | 3            |
| 4                     | 81  | Oscar Piastri    | McLaren-Mercedes             | 1:12,907         | 1:12,462         | 1:12,103         | 4            |
| 5                     | 3   | Daniel Ricciardo | RB-Honda RBPT                | 1:13,240         | 1:12,572         | 1:12,178         | 5            |
| 6                     | 14  | Fernando Alonso  | Aston Martin Aramco-Mercedes | 1:13,117         | 1:12,635         | 1:12,228         | 6            |
| 7                     | 44  | Lewis Hamilton   | Mercedes                     | 1:12,851         | 1:11,979         | 1:12,280         | 7            |
| 8                     | 22  | Yuki Tsunoda     | RB-Honda RBPT                | 1:12,748         | 1:12,303         | 1:12,414         | 8            |
| 9                     | 18  | Lance Stroll     | Aston Martin Aramco-Mercedes | 1:13,088         | 1:12,659         | 1:12,701         | 9            |
| 10                    | 23  | Alexander Albon  | Williams-Mercedes            | 1:12,896         | 1:12,485         | 1:12,976         | 10           |
| 11                    | 16  | Charles Leclerc  | Ferrari                      | 1:13,107         | 1:12,691         | N/A              | 11           |
| 12                    | 55  | Carlos Sainz Jr. | Ferrari                      | 1:13,038         | 1:12,728         | N/A              | 12           |
| 13                    | 2   | Logan Sargeant   | Williams-Mercedes            | 1:13,063         | 1:12,736         | N/A              | 13           |
| 14                    | 20  | Kevin Magnussen  | Haas-Ferrari                 | 1:13,217         | 1:12,916         | N/A              | 14           |
| 15                    | 10  | Pierre Gasly     | Alpine-Renault               | 1:13,289         | 1:12,940         | N/A              | 15           |
| 16                    | 11  | Sergio Pérez     | Red Bull Racing-Honda RBPT   | 1:13,326         | N/A              | N/A              | 16           |
| 17                    | 77  | Valtteri Bottas  | Kick Sauber-Ferrari          | 1:13,366         | N/A              | N/A              | LB           |
| 18                    | 31  | Esteban Ocon     | Alpine-Renault               | 1:13,435         | N/A              | N/A              | 18           |
| 19                    | 27  | Nico Hülkenberg  | Haas-Ferrari                 | 1:13,978         | N/A              | N/A              | 17           |
| 20                    | 24  | Zhou Guanyu      | Kick Sauber-Ferrari          | 1:14,292         | N/A              | N/A              | LB           |
| Regula 107%: 1:17,425 |     |                  |                              |                  |                  |                  |              |
| Sursa:                |     |                  |                              |                  |                  |                  |              |

Note
- ^1 – George Russell și Max Verstappen au stabilit timpi identici în Q3. Russell a obținut pole position deoarece a stabilit înaintea lui Verstappen.[4][6]
- ^2 – Valtteri Bottas s-a calificat pe locul 17, dar a fost nevoit să înceapă cursa de la boxe, deoarece mașina sa a fost modificată în condiții de parc închis.[5]
- ^3 – Esteban Ocon a primit o penalizare de cinci locuri pe grilă pentru că a provocat o coliziune cu coechipierul său Pierre Gasly în cursa precedentă.[3]
- ^4 – Zhou Guanyu s-a calificat pe locul 20, dar a fost nevoit să înceapă cursa de la boxe, deoarece mașina sa a fost modificată în condiții de parc închis.[5]

## Cursa
Cursa a avut loc pe 9 iunie 2024, începând cu ora locală 14:00 EDT (UTC-4), ora 21:00 EEST, și a durat 70 de tururi.
| Poz.                                                               | Nr. | Pilot            | Constructor                  | Tururi | Timp/Abandon | Grilă | Puncte |
| ------------------------------------------------------------------ | --- | ---------------- | ---------------------------- | ------ | ------------ | ----- | ------ |
| 1                                                                  | 1   | Max Verstappen   | Red Bull Racing-Honda RBPT   | 70     | 1:45:47,927  | 2     | 25     |
| 2                                                                  | 4   | Lando Norris     | McLaren-Mercedes             | 70     | +3,869       | 3     | 18     |
| 3                                                                  | 63  | George Russell   | Mercedes                     | 70     | +4,317       | 1     | 15     |
| 4                                                                  | 44  | Lewis Hamilton   | Mercedes                     | 70     | +4,915       | 7     | 13     |
| 5                                                                  | 81  | Oscar Piastri    | McLaren-Mercedes             | 70     | +10,199      | 4     | 10     |
| 6                                                                  | 14  | Fernando Alonso  | Aston Martin Aramco-Mercedes | 70     | +17,510      | 6     | 8      |
| 7                                                                  | 18  | Lance Stroll     | Aston Martin Aramco-Mercedes | 70     | +23,625      | 9     | 6      |
| 8                                                                  | 3   | Daniel Ricciardo | RB-Honda RBPT                | 70     | +28,672      | 5     | 4      |
| 9                                                                  | 10  | Pierre Gasly     | Alpine-Renault               | 70     | +30,021      | 15    | 2      |
| 10                                                                 | 31  | Esteban Ocon     | Alpine-Renault               | 70     | +30,313      | 18    | 1      |
| 11                                                                 | 27  | Nico Hülkenberg  | Haas-Ferrari                 | 70     | +30,824      | 17    |        |
| 12                                                                 | 20  | Kevin Magnussen  | Haas-Ferrari                 | 70     | +31,253      | 14    |        |
| 13                                                                 | 77  | Valtteri Bottas  | Kick Sauber-Ferrari          | 70     | +40,487      | LB    |        |
| 14                                                                 | 22  | Yuki Tsunoda     | RB-Honda RBPT                | 70     | +52,694      | 8     |        |
| 15                                                                 | 24  | Zhou Guanyu      | Kick Sauber-Ferrari          | 69     | +1 tur       | LB    |        |
| Ab                                                                 | 55  | Carlos Sainz Jr. | Ferrari                      | 52     | Coliziune    | 12    |        |
| Ab                                                                 | 23  | Alexander Albon  | Williams-Mercedes            | 52     | Coliziune    | 10    |        |
| Ab                                                                 | 11  | Sergio Pérez     | Red Bull Racing-Honda RBPT   | 51     | Accident     | 16    |        |
| Ab                                                                 | 16  | Charles Leclerc  | Ferrari                      | 40     | Motor        | 11    |        |
| Ab                                                                 | 2   | Logan Sargeant   | Williams-Mercedes            | 23     | Accident     | 13    |        |
| Cel mai rapid tur: Lewis Hamilton (Mercedes) – 1:14,856 (turul 70) |     |                  |                              |        |              |       |        |
| Sursa:                                                             |     |                  |                              |        |              |       |        |

Note
- ^1 – Include un punct pentru cel mai rapid tur.[8]

## Clasamentele campionatelor după cursă
|        | Poz. | Pilot            | Pct. |
| ------ | ---- | ---------------- | ---- |
|        | 1    | Max Verstappen   | 194  |
|        | 2    | Charles Leclerc  | 138  |
|        | 3    | Lando Norris     | 131  |
|        | 4    | Carlos Sainz Jr. | 108  |
|        | 5    | Sergio Pérez     | 107  |
| Sursa: |      |                  |      |

|        | Poz. | Constructor                  | Pct. |
| ------ | ---- | ---------------------------- | ---- |
|        | 1    | Red Bull Racing-Honda RBPT   | 301  |
|        | 2    | Ferrari                      | 252  |
|        | 3    | McLaren-Mercedes             | 212  |
|        | 4    | Mercedes                     | 124  |
|        | 5    | Aston Martin Aramco-Mercedes | 58   |
| Sursa: |      |                              |      |

- Notă: Doar primele cinci locuri sunt prezentate în ambele clasamente.